# Thure Stenström
Thure Oskar Stenström, född 12 april 1927 i Roma på Gotland, är en svensk litteraturvetare och professor emeritus vid Uppsala universitet. Han är författare av mer än 200 understreckare i Svenska Dagbladet. Sedan 2009 är han också riddare av den franska förtjänstorden L'Ordre des Palmes Académiques. Thure Stenström är far till Emma Stenström, docent vid Handelshögskolan i Stockholm.

## Biografi
Thure Stenström föddes som son till lantbrukaren Oskar Stenström och Elisabeth, född Björklund. Efter studentexamen i Visby 1947 studerade han vid Uppsala universitet där han doktorerade 1961. Han var docent och extra universitetslektor i litteraturhistoria med poetik i Uppsala 1961–1967 och gästprofessor i skandinavistik och komparativ litteraturforskning vid Harvard University i USA, 1968–1969. År 1971 efterträdde Stenström  Gunnar Tideström som ordinarie professor och lärostolsinnehavare i litteraturvetenskap i Uppsala, en tjänst han behöll till sin pensionering 1993.
Han har hållit gästföreläsningar i bland annat Paris, London, Prag, Zürich, Los Angeles, Minneapolis, Madison, Köpenhamn, Reykjavík, Åbo och Oslo och var ordförande i Svenska Litteratursällskapet 1975–1985.
Under åren 1963–2013 har Stenström medarbetat på Svenska Dagbladets kultursida, med bland annat något mer än 240 understreckare.

## Privatliv
Stenström gifte sig 1955 med gymnasieadjunkten Marie-Louise Hjorth, dotter till rektor Einar Hjorth och folkskolläraren Essan, f. Höjer. Tillsammans har de dottern Emma  Stenström, född 1964, som är docent i ekonomi vid Handelshögskolan och gästprofessor vid Konstfack.

## Medlemskap i akademier och lärda samfund
- 1973 – Kungliga Humanistiska Vetenskapssamfundet i Uppsala

1987–1988 ordförande
- 1979 – Kungliga Vetenskaps-Societeten i Uppsala

1992–1993 preses
- 1982 – Det Kongelige Danske Videnskabernes Selskab
- 1984 – Kungliga Vitterhets Historie och Antikvitets Akademien
- 1993 – Det Norske Videnskaps-Akademi

## Priser och utmärkelser
- 1969 – Warburgska priset
- 1978 – Schückska priset
- 2001 – Teologie hedersdoktor vid Uppsala universitet
- 2003 – Rudbeckmedaljen[4]
- 2009 – l´Ordre des Palmes académiques
- 2011 – Samfundet De Nios Särskilda pris

## Publicerat
Thure Stenströms produktion (litteraturvetenskap, kulturjournalistik m m) fram till och med 2001 är förtecknad i bokform och finns utgiven av Svenska Litteratursällskapet under titeln Thure Stenström Bibliografi 1940–2001, Uppsala 2002 (Skrifter utgivna av Svenska Litteratursällskapet nr 44, 96 sid). ISSN 0348-0283, ISBN 91-87666-30-8).
Bibliografi för åren 1940–2001 återges här elektroniskt i form av en pdf-fil av den tryckta boken under titeln Thure Stenström Bibliografi 1940–2001. Den är senare uppdaterad men inte fullständigt.

### Större arbeten
Den ensamme. En motivstudie i det moderna genombrottets litteratur. (doktorsavhandling pro gradu, Uppsala univ.) Natur & Kultur, Sthlm 1961
Berättartekniska studier i Pär Lagerkvists, Lars Gyllenstens och Cora Sandels prosa. Föreläsningar vid Geijersamfundets sjätte akademiska sommarkurs i Ransäter 1960, Bonniers, Sthlm 1964
Existentialismen. Studier i dess idétradition och litterära yttringar. Natur & Kultur, Sthlm 1966. Fjärde upplagan, Almqvist & Wiksell International, Sthlm 1991
Existentialismen i Sverige. Mottagande och inflytande 1900–1950. (Acta Universitatis Upsaliensis, Historia litterarum 13), Almqvist & Wiksell International, Sthlm 1984
Romantikern Eyvind Johnson. Tre studier. Walter Ekstrand bokförlag, Sthlm 1978
Gyllensten i hjärtats öken. Strövtåg i Lars Gyllenstens författarskap, särskilt Grottan i öknen. (Acta Universitatis Upsaliensis, Historia litterarum 19), Uppsala 1996
I alma maters tjänst. En Uppsalaprofessor ser tillbaka. Memoarer, Atlantis, Sthlm 2004
Ingemar Hedenius heliga rum: Sofokles – Kierkegaard – Mozart. Atlantis (Svenska Litteratursällskapets i Uppsala skriftserie, nr 50), Sthlm 2011
Utsikter och insikter, Litteraturvetenskapliga institutionen, Uppsala universitet, Meddelanden nr 9, Uppsala 2014
Den glömde Gyllensten. Skellefteå: Norma 2018
Torgny Lindgren och musiken, Skrifter utgivna av Kungl. Humanistiska Vetenskaps-Samfundet i Uppsala, nr 52, Uppsala 2021
Utsikter och insikter. Andra samlingen. Litteraturvetenskapliga institutionen Uppsala universitet, Meddelanden nr 10, Uppsala 2023.

### Urval uppsatser
Albert Camus Caligula (i: Drama och teater), Sthlm 1968
Livsåskådningar i skönlitteraturen. (i: Livsåskådningsforskning. Från symposium i Uppsala, arr. av Teologiska fakulteten 7–10 januari 1977 (Acta Universitatis Upsaliensis. Symposia Universitatis Upsaliensis Annum Quingentesimum Celebrantis, 4), Sthlm 1977
Att tolka Bygmester Solness (i: Kungl. Humanistiska Vetenskaps-Samfundet i Uppsala Årsbok 1979-80), Uppsala 1981
Geijer − diktarmusikern. Dialogföreläsning med professorn i musikvetenskap Ingmar Bengtsson vid symposium i Uppsala den 12 och 13 
januari 1983 (i: Geijerjubileet i Uppsala), Uppsala 1983
Bach på svenska. Om Matteuspassionen som svenskt ordkonstverk (i: Analytica. Studies in honour of Ingmar Bengtsson 2 March 1985), Sthlm 1985
Le courant existentiel suédois. Contexte international et traits spécifiques (i: Nouvelles de la République des Lettres 1986-II), Prismi, Naples 1986
Prokofievs mystik. Om den femte pianokonserten (i: Mystik och verklighet. En festskrift till Hans Hof), Delsbo 1987
Y a-t-il un mouvement des années 40 commun au Danemark, à la Suède et à la Norvège? (i: Revue de Littérature Comparée, Avril-Juin 1988, No 2). Didier Érudition, Paris 1988
Tid och evighet i Gotlandslitteraturen. (i: De hundra kyrkornas ö, 1990), Visby 1990
Antonios − eremit i stort sällskap. Föredrag vid Akademiens årshögtid den 20 mars 1990 (i: Kungl. Vitterhets Historie och Antikvitets Akademiens Årsbok 1992), Sthlm 1992
Identitetsförsvar och identitetsförlust. Reflexioner kring ett Hjalmar Bergman-tema (i: Att bygga sju världar… Konst och konstruktion i Hjalmar Bergmans romaner, Symposium i Uppsala 1992, Hjalmar Bergman Samfundet, Uppsala 1993)
Minnesbilder från Det kongelige Bibliotek (i: Sådan set – Erindringer fra og om Det kongelige Bibliotek), Khvn 1993
Les relations culturelles franco-suédoises de 1870 à 1900 (i: Une amitié millenaire. Ouvrage publié sous d'égide de l'Académie Royale Suédoise des Belles-Lettres, de l'Histoire et des Antiquité), Beauchesne, Paris 1993
Fiction and metafiction in Lars Gyllensten's Work (i: A Century of Swedish Narrative. Essays in Honour of Karin Petherick), Norvik Press, Norwich 1994
Med diktaren på orgelpallen (i: Kungl. Vitterhets Historie och Antikvitets Akademiens Årsbok 1994), Sthlm 1994
Under palmer och aspidistrar. Om sekelskiftets svenska kulturläge (i: Liv – verk – tid. Till biografiskrivandets renässans, En bok utgiven av Kungl. Musikaliska Akademien och Riksbankens Jubileumsfond, Kungl. Musikaliska Akademiens skriftserie, nr 82) , Sthlm 1995
Lyrikern Gustaf Larsson – som jag ser honom (i: Studier kring Gustaf Larsson och hans verk), Visby 1996
Minerva och murvlarna (i: Massmedierna och humaniora, utg. av Kungl. Humanistiska Vetenskaps-Samfundet i Uppsala), Uppsala 1996. – I bearbetad och utvidgad form som föreläsning i Det Norske Videnskaps-Akademi den 15 mars 2001: Minerva och massmedia. Om humanistens roll i modern offentlighet (i: Det Norske Videnskaps-Akademi Årbok 2001), Oslo 2003
Den femte evangelisten och ett par till. Något om Bibeln i tonkonsten (i: Bibeltolkning och bibelbruk i Västerlandets kulturella historia, Från symposium i Vitterhetsakademien den 27 oktober 1997, Konferenser 45, Kungl. Vitterhets Historie och Antikvitetsakademien,) Sthlm 1999
Personligt om Proust (i: Marcel Proust – hans tid, hans värld, Från symposiet ”På spaning efter Marcel Proust” den 12 febr. 1999 i Alliance Française d'Upsal), Uppsala 2000
Søren Kierkegaard och liljorna på marken. Högtidsföreläsning i samband med hedersdoktorat i teologi i Uppsala den 3 juni 1999 (i: Svensk Teologisk Kvartalskrift, 2001, nr 3), Lund 2001.
Bildligt och bokstavligt i evangelierna (i: Samtal på väg. En vänbok till Jonas Jonson, utg. Strängnäs stift), Sthlm 2005
Kierkegaards fideism (i: Att tänja på gränser. Red. Karl-Erik Tysk, Ovansjö-Järbo pastorat), Skara 2005
Penelope und Melanthos Sohn. Erörterungen zu Eyvind Johnsons 'Die Heimkehr des Odysseus' und Homers Odyssee (i: Syncharmata. Studies in Honour of Jan Fredrik Kindstrand, Acta Universitatis Upsaliensis, Studia Graeca Upsaliensia 21), Uppsala 2006
Bildligt och bokstavligt. Esoteriskt och exoteriskt (i: Avslöja eller dölja. Bildspråkets funktioner, Från symposium den 14 mars 2005 i Kungl. Humanistiska Vetenskaps-Samfundet i Uppsala), Uppsala 2008
Ingemar Hedenius, Kierkegaard och Sofokles. Från symposium i Uppsala den 5 april 2008 på hundraårsdagen av Ingemar Hedenius födelse, arrangerat av Filosofiska institutionen (i: Filosofisk tidskrift, april 2009), Sthlm 2009
En diktarjurist under strecket. Om professor Stig Strömholm som författare av 338 understreckare i SvD (i: Stig Strömholms tryckta skrifter 1942–2011. Bibliografi sammanställd av Brita Alroth. Med sex inledande essäer. Red. Sven-Erik Brodd, Lennart Elmevik, Per Ström, Acta Universitatis Upsaliensis. Skrifter rörande Uppsala universitet. C. Organisation och historia, nr 90), Uppsala 2011
Juristen i ord, ton och bild. (i: I lag med böcker. Festskrift till Ulf Göranson. Acta Bibliothecae R. Universitatis Upsaliensis, Vol. XLVI), Uppsala universitet, Uppsala 2012. Bearbetad och utökad version av ”Juristen i litteraturen, musiken och konsten”. Föredrag vid De Badande Wännernas högtidsdag i Visby den 9 juli 2002, (i: Sällskapet DBW Minnesblad 2002, Visby 2002, senare omtryckt i förlaget Eddy.se.ab jul- och nyårshälsning 2004–2005 ), Visby 2004
Dag Hammarskjöld och fransk litteratur (i: Kungl. Humanistiska Vetenskaps-Samfundet i Uppsala, Årsbok 2011), Uppsala 2013. – Bearbetad och förkortad version över samma ämne (i: Le Nord à la lumière du Sud. Mélanges offerts à Jean- François Battail. Hors-série 3: Deshima. Revue d'histoire globale des pays du Nord. Départements d'études néerlandaise et scandinave, Université de Strasbourg), Strasbourg 2013